# Клуб Максима Шацьких

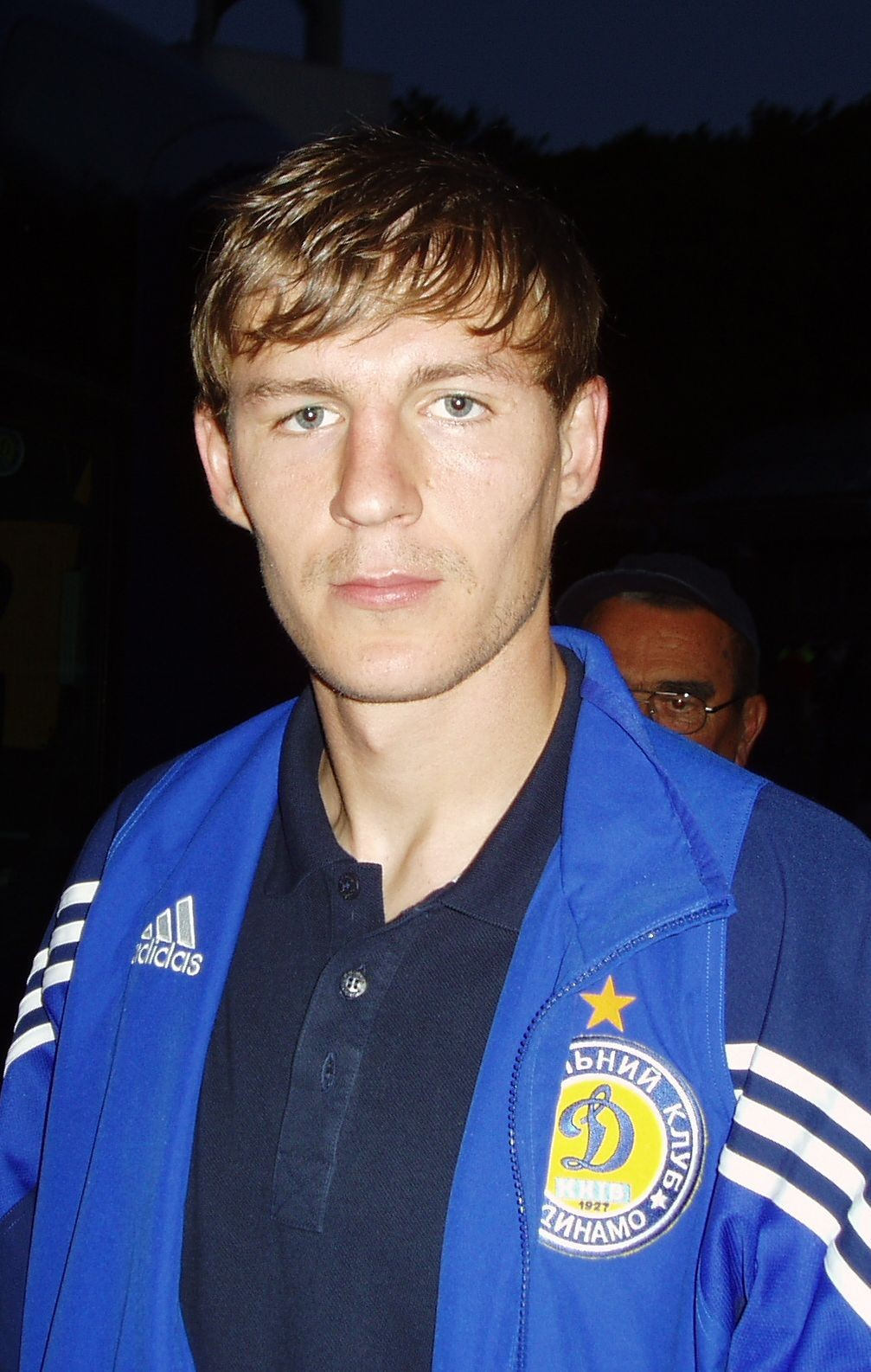
Максим Шацьких першим серед легіонерів забив 100 голів у чемпіонатах України

Клу́б Макси́ма Ша́цьких — група футболістів-легіонерів, які протягом своєї кар'єри забили принаймні п'ятдесят голів (спочатку було 40, але згодом планка була піднята) в українській Прем'єр-лізі (вищій лізі чемпіонату), Кубку України з футболу та Європейських кубкових змаганнях. Названий на честь Максима Шацьких, який першим досягнув позначки у 100 забитих голів
Крім Клубу Максима Шацьких для голеадорів існують також Клуб Сергія Реброва, Клуб Олега Блохіна та Клуб Тимерлана Гусейнова — для футболістів, які забили мінімум сто голів у чемпіонатах і кубках України, європейських кубках, а також в офіційних і товариських матчах національної збірної.

## Регламент Клубу
1. Право на вступ до Клубу мають футболісти-легіонери:
1.1 які забили за свою кар'єру на вищому клубному рівні не менше 50 (п'ятдесяти, поки що) голів за футбольні команди України.
1.2 які мають громадянство іншої країни, або громадяни України, але раніше зіграли в офіційних матчах за збірні інших держав (Белькевич, Демченко).
2. Для футболістів, членів Клубу зараховуються забиті голи в наступних змаганнях:
2.1 Чемпіонат (Прем'єр-ліга), Кубок і Суперкубок України.
2.2 Ліга Чемпіонів (Кубок чемпіонів), Ліга Європи (Кубок УЄФА), Кубок Кубків, Суперкубок УЄФА, Кубок Інтертото, Міжконтинентальний Кубок і Клубний чемпіонат світу.
3. Мета Клубу бомбардирів-легіонерів
3.1 Зберегти для історії українського футболу найкращих бомбардирів-легіонерів українських клубів (вихованців футболу інших держав), чемпіонатів України минулого століття і бомбардирів нинішнього покоління.
4. Назва Клубу бомбардирів-легіонерів
4.1 На честь узбецького футболіста Максима Шацьких, який першим забив 100 (сто) м'ячів виступаючи в офіційних турнірах за команди України серед футболістів-легіонерів.
4.2 18 липня 2010, Максим Шацьких в усній формі дозволив використовувати його ім'я в некомерційних цілях, в даному випадку — назва Клубу бомбардирів його імені за видатні досягнення на футбольних полях за клуби Україні.

## Члени Клубу
Станом на 19 липня 2021 року
| №     | Члени клубу        | Сезони     | ЧУ  | КУ | ЄК | Всього |
| ----- | ------------------ | ---------- | --- | -- | -- | ------ |
| 1     | Максим Шацьких     | 1999-2015  | 124 | 24 | 23 | 171    |
| 2     | Луїс Адріану       | 2007-2015  | 77  | 16 | 35 | 128    |
| 3     | Брандао            | 2002-2008  | 65  | 11 | 15 | 91     |
| 4     | Алекс Тейшейра     | 2010-2015  | 67  | 10 | 12 | 89     |
| 5     | Тайсон             | 2010-2021. | 50  | 7  | 18 | 75     |
| 6     | Васіл Гігіадзе     | 2000-2011  | 61  | 10 | 3  | 74     |
| 7     | Діого Рінкон       | 2002-2009  | 46  | 13 | 12 | 71     |
| 8     | Валентин Белькевич | 1996-2007  | 51  | 9  | 9  | 69     |
| 9-10  | Лакі Ідахор        | 2001-2013  | 54  | 7  | 3  | 64     |
| 9-10  | Жадсон             | 2005-2011  | 41  | 6  | 17 | 64     |
| 11-12 | Георгій Деметрадзе | 2000-2008  | 52  | 8  | 3  | 63     |
| 11-12 | Автанділ Капанадзе | 1993-2001  | 57  | 6  | 0  | 63     |
| 13    | Генріх Мхітарян    | 2009-2013  | 50  | 5  | 6  | 61     |
| 14-15 | Клейтон Шав'єр     | 2010-2014  | 46  | 2  | 11 | 59     |
| 14-15 | Факундо Феррейра   | 2013-2018  | 41  | 1  | 3  | 59     |
| 16    | / Едуардо          | 2010-2016  | 38  | 10 | 9  | 57     |
| 17    | Джуліус Агахова    | 2001-2011  | 35  | 10 | 10 | 55     |
| 18    | Фернандінью        | 2005-2013  | 31  | 9  | 13 | 53     |

| №   | Кандидати         | ЧУ | КУ | ЄК | Всього |
| --- | ----------------- | -- | -- | -- | ------ |
| 1-2 | Никола Калинич    | 37 | 3  | 9  | 49     |
| 1-2 | Дарійо Срна       | 33 | 7  | 9  | 49     |
| 3-4 | Матеус            | 35 | 7  | 6  | 48     |
| 3-4 | Желько Любенович  | 40 | 4  | 4  | 48     |
| 5   | Браун Ідеє        | 34 | 3  | 8  | 45     |
| 6   | Младен Бартулович | 36 | 5  | 0  | 41     |